# Wilhelm Klemm
Pour les articles homonymes, voir Klemm (homonymie).
Œuvres principales
Verse und Bilder (1916)
Wilhelm Klemm (15 mai 1881 à Leipzig  en royaume de Saxe - 23 janvier 1968 à Wiesbaden) est un poète représentant de l’expressionnisme littéraire allemand.

## Biographie
Wilhelm Klemm naît à Leipzig où son père est libraire. Il étudie la médecine, mais en 1909, à la mort de son père, il reprend la librairie familiale à Leipzig. En 1914, au déclenchement de la guerre, il est incorporé en tant que médecin-militaire. Dès 1914 ses poèmes sont publiés par Franz Pfemfert dans sa revue Die Aktion, notamment des poésies écrites au Front.
Son œuvre fait de lui un des poètes les plus significatifs de l'expressionnisme. En 1922, il cesse brutalement de publier et se consacre à l’édition. Par son mariage avec Erna Kröner, fille de l’éditeur Alfred Kröner, il devient le directeur de la maison d’édition à la mort de ce dernier en 1921. En 1927, il rachète la société Dieterich’sche Verlagsbuchhandlung.
Persécuté politiquement dans l’Allemagne nazie, il s’installe à Wiesbaden, en Allemagne de l’Ouest après la guerre. Il continue à écrire des poésies sans chercher à les publier. Son œuvre est redécouverte de son vivant, dans les années soixante.

## Ouvrages
- 1915, Gloria! Kriegsgedichte aus dem Feld, Albert Langen
- 1916, Verse und Bilder, Verlag der Wochenschrift « Die Aktion »
- 1919, Ergriffenheit, Kurt Wolff Verlag